# Éric Bellis
Eric Bellis est un personnage de la série Georges.

## Description[1]
Eric Bellis est un physicien anglais. Il est le propriétaire de Cosmos, un superordinateur capable d'ouvrir des portails sur l'Univers. Il s'en sert régulièrement pour ses recherches.
Il a étudié à l'université de Foxbridge, où il a créé le premier Cosmos avec le professeur Zuzubin et le professeur Tiburce Rex. Ce dernier deviendra par la suite son ennemi juré.
Il est marié à Suzanne Bellis et a une fille, Annie Bellis.